# Flugplatz Oschatz

i7
i11
i13
Der Flugplatz Oschatz (ICAO-Code: EDOQ) ist ein Sonderlandeplatz im Landkreis Nordsachsen. Er liegt am westlichen Stadtrand der gleichnamigen Stadt Oschatz und östlich des weithin sichtbaren Collmbergs. Ehemals als geheimer Militärflugplatz im Jahr 1935 eröffnet, beheimatet er heute den ehrenamtlich tätigen Verein Fliegerclub Oschatz e. V. Dieser unterhält die Flugplatzanlagen, ermöglicht Gastflüge und betreibt eine Flugschule für Segel- und Motorsegelflug. Regelmäßig finden Events und überregionale Flugveranstaltungen auf dem Flugplatz statt.

## Geschichte
Der Bau eines Ausbildungsplatzes der Luftwaffe begann 1935 auf Anordnung des Reichsluftfahrtministeriums als geheimes Objekt. Als Chefarchitekt wurde der bis dahin für genossenschaftliche und gewerkschaftliche Bauten bekannte Berliner Architekt Willi Ludewig gewonnen. Dieser verließ jedoch illegal seinen Arbeitsplatz noch vor Fertigstellung, weil er wegen seiner jüdischen Ehefrau Probleme bekommen hatte bzw. noch erwartete. Am 1. Januar 1936 nahm die Fliegerausbildungsstelle Oschatz (damals als „Fliegerhorst Oschatz“ bezeichnet) ihren Dienst auf. Die Einheit wurde während ihres Bestehens mehrfach umbenannt, und zwar in Flugzeugführerschule A Oschatz (ab 1. August 1937), Flugzeugführerschule A/B Oschatz (ab 1. November 1938), Schule/Fluganwärterregiment 61 (ab 1. April 1939), Flugzeugführerschule A/B 61 (ab 15. Oktober 1941) und schließlich Flugzeugführerschule A 61 (ab 15. Oktober 1943).
Etwa 1943 wurde noch eine Flugzeughalle im Westteil des Platzes errichtet, in der die Firma Junkers die Endmontage von Flugzeugen betrieb. Am 7. Mai 1944 wurde die Fliegerschule nach Wildpark-Werder verlegt; im Gegenzug kam die Luftkriegsschule III am 6. Juni 1944 von dort nach Oschatz. Von Oschatz aus wurden bei Kriegsende letzte Einsätze mit einmotorigen Tiefdeckern vom Typ Junkers W 34, die mit Panzerfäusten auf den Flügeln bestückt waren, gegen die auf Leipzig vorrückenden amerikanischen Truppen geflogen. Im April 1945 wurde die Luftkriegsschule III auf den Fliegerhorst Brumowski in Tulln-Langenlebarn bei Wien verlegt und dort in Kämpfen mit der Roten (Sowjet-)Armee aufgerieben. Das 1. Offiziersbewerber-Bataillon der Luftwaffenausbildungsregimenter 3, 4 aus Oschatz wurde ab Mitte April im Endkampf um Berlin eingesetzt, den nur wenige überlebten. Nach Einnahme des Areals durch amerikanische Einheiten im April 1945 wurde der Flugplatz am 1. Juli 1945 an die sowjetische Armee übergeben.
Von 1947 bis 1991 nutzte eine sowjetische Garnison den Flugplatz, die am Fliegerhorst stationiert war, unter anderem waren auch Raketentruppen stationiert.
Einige der alten Flugplatzbauten sind bereits verfallen, andere wurden zu Wohnhäusern umgebaut. Ein ehemaliger Hangar wurde mittlerweile zu einer Paintball-Halle ausgebaut. Interessenten am Erhalt der heute offiziellen Flugplatzanlage haben sich zum Fliegerclub Oschatz e. V. zusammengeschlossen und nutzen eine Teilfläche des ehemaligen Platzes. Sie organisieren regelmäßige Flugvorführungen, Gastflüge mit Segelflugzeugen, Lehrgänge, Erlebnistage und andere kulturelle Veranstaltungen. Für den September 2019 ist auch das Dritte Oldtimertreffen (flugfähige historische Apparate) in Vorbereitung.
Der Flugplatz verfügt über eine 850 Meter lange Graslandebahn. Auswärtige Piloten können unter PPR-Bedingungen den Flugplatz anfliegen.